# エレオノール・ド・ロワイエ
エレオノール・ド・ロワイエ（Éléonore de Roye, 1535年2月24日 - 1564年7月23日）は、フランスの貴族の女性。コンデ公ルイ1世の最初の妃。

## 生涯
エレオノールはシャルル、ロワイエ領主・ミュレ領主およびルシー伯シャルルの長女で女子相続人であった。母マドレーヌ・ド・マイイはルイーズ・ド・モンモランシーの娘であり、コリニー提督とその弟フランソワ・ド・コリニー・ダンドロおよび兄のシャティヨン枢機卿オデの異父姉であった。エレオノールはコンデ公ルイ1世の最初の妻となり、ナバラ王アントワーヌの義妹であり、アンリ4世の叔母でもあった。
エレオノールは父親を通じてルシー伯領を継承し、母親を通じてコンティ領を継承した。1551年6月22日、16歳でコンデ公ルイ1世と結婚し、夫を改革派（プロテスタント）に改宗させた。夫妻には8人の子供がいたが、そのうちアンリとフランソワの2人だけが子孫を残した。
最初のフランス内戦中、特に1560年から1563年の間、エレオノールと母マドレーヌは夫であるコンデ公を支援する重要な政治活動を行った。コンデ公が強硬なカトリック教徒のギーズ家に捕らえられていた間に二度、妃エレオノールと義母マドレーヌはプロテスタントのドイツ諸侯やイングランド女王エリザベス1世との同盟を強化した。この支援を武器に、エレオノールは摂政カトリーヌ・ド・メディシスと手紙や直接の連絡により交渉を行った。その結果、アンボワーズ勅令が署名され、夫は釈放された。
エレオノールは1564年7月に亡くなった。

## 子女
- アンリ1世（1552年 - 1588年） - コンデ公
- フランソワ（1558年 - 1614年） - コンティ公
- シャルル（1562年 - 1594年） - ルーアン大司教